# Cellio con Breia
Cellio con Breia (Cej e Breja in piemontese) è un comune italiano di 944 abitanti della provincia di Vercelli in Piemonte.  È stato istituito il 1º gennaio 2018 dalla fusione dei comuni di Breia e di Cellio, in bassa Valsesia.

## Geografia fisica
Nel territorio comunale si trovano diverse cime quali il Monte San Grato (914 m s.l.m.), frequente meta di passeggiate per la vastità del panorama che abbraccia la vallata dal parco naturale del Monte Fenera fino al Monte Rosa. Inoltre sul terrazzo naturale è situata la chiesetta dedicata a San Grato datata 1500. Il monte Briasco (1185 m s.l.m.) fu centro della lotta partigiana in Valsesia durante la seconda guerra mondiale per la sua posizione strategica. In ricordo della resistenza è stato realizzato il Cippo dedicato ai caduti. Dalla cima del monte si può godere della vista del Monte Rosa e del Monviso, del Lago d'Orta, del Lago Maggiore con il Mottarone, del Lago di Varese e del Lago di Como con gran parte della Pianura Padana.

## Storia
Il 29 ottobre 2017 si tenne un referendum in entrambi i comuni che diede esito positivo (450 voti favorevoli e 29 contrari).
Istituito ufficialmente con Legge Regionale n. 23 del 6 dicembre 2017, pubblicata sul supplemento ordinario n. 2 del Bollettino Ufficiale della Regione Piemonte n. 50 del 14 dicembre 2017, il nuovo comune è operativo dal 1º gennaio 2018.

### La Resistenza
Cellio fu luogo di almeno due battaglie partigiane durante la resistenza.
Moscatelli e Gastone collocarono nella prima metà di settembre del 1943 un gruppo di ex prigioneri inglesi, volontari partigiani, ad Agaria, frazione di Cellio.
Il paese fu anche l'epicentro di un vasto rastrellamento tedesco il 19 gennaio 1944. Per contrastarlo, le Brigate Garibaldi avevano predisposto vari distaccamenti sulle strade che portavano a Cellio, come ad esempio il distaccamento "Gramsci".  Durante gli scontri cadde Lorenzo Beltrametti, nel vano tentativo di far saltare un carro armato tedesco con un ordigno rudimentale. L'obiettivo dei tedeschi era neutralizzare una sede del comando garibaldino situata a Castagneia, poco più a nord di Breia.
Il 9 settembre 1944 la Volante Loss riuscì a catturare un carro armato che però non poté essere utilizzato, ma soltanto disarmato  

### Simboli
Lo stemma e il gonfalone del comune di Cellio con Breia sono stati concessi con decreto del presidente della Repubblica dell'8 febbraio 2019.
Il gonfalone è un drappo di bianco, bordato d'azzurro.

## Geografia antropica
Il comune di Cellio con Breia comprende i centri abitati di Breia, Cellio e le località di Agarla, Cadarafagno, Castagneia, Cavaglia, Morondo e Agua, Allera, Arva, Baltegora, Bosco, Camo, Carega, Casaccia, Casa Resegotti, Cerchiera, Cosco, Crabia, Culagna, Forcola, Fronto, Maddalena, Mascherana, Merlera, Mollie, Sella, Tairano, Valmonfredo, Viganallo, Zagro.

## Società

### Evoluzione demografica
Abitanti censiti